# DJ Unk
Anthony Leonard Platt, pseud. art. DJ Unk, Unk (ur. 28 listopada 1982 w Atlancie, zm. 24 stycznia 2025) – amerykański raper, DJ i producent muzyczny.
Zadebiutował albumem Beat'n Down Yo Block!, z którego pochodzą single „Walk It Out” (remiks do utworu wykonywany z Jimem Jonesem i Outkast), „2 Step” (remiks wykonywany z T-Pain, Jimem Jonesem i E-40) oraz „Hit The Dancefloor”. Do dwóch pierwszych zrealizowano klipy do oryginalnych wersji oraz do ich remiksów. Za „2 Step” otrzymał nagrodę magazynu „Billboard” za najlepszy dzwonek do telefonu. Wystąpił gościnnie w klipie Soulja Boya „Crank That (Soulja Boy)”. W 2008 wydał drugi solowy album 2econd Session, z którego pochodzą single „In Yo Face” i „Show Out”.

## Dyskografia
| Beat'n Down Yo Block! - Data: 3 października 2006 - Wytwórnia: Koch Records/Big Oomp Records - Certyfikacja RIAA: - - Single: Walk It Out, 2 Step, Hit The Dancefloor |
| 2econd Season - Data: 4 listopada 2008 - Wytwórnia: Koch Records/Big Oomp Records - Certyfikacja RIAA: - Single: In Yo Face, Show Out                                 |
| Third Times The Charm: Go Hard or Go Home - Data: 2010 - Wytwórnia: bd. - Certyfikacja RIAA: - Single: Futuristic Slide                                               |

## Single
| Rok  | Tytuł                                                 | Pozycja na liście | Pozycja na liście | Pozycja na liście | Pozycja na liście | Pozycja na liście | Pozycja na liście | Album                                |
| Rok  | Tytuł                                                 | U.S.              | U.S. Rap          | U.S. R&B          | U.S. Pop          | Digital           | Ringtones         | Album                                |
| 2006 | "Walk It Out"                                         | #10               | #2                | #2                | #22               | #9                | #27               | Beat'n Down Yo Block!                |
| 2007 | "2 Step"                                              | #24               | #4                | #10               | #32               | #19               | #1                | Beat'n Down Yo Block!                |
| 2007 | "Hit The Dancefloor" (featuring Baby D)               | -                 | -                 | -                 | -                 | -                 | -                 | Beat'n Down Yo Block!                |
| 2007 | "Walk It Out (Remix)" (featuring Jim Jones & Outkast) | #10               | #2                | #2                | #22               | #9                | #27               | Beat'n Down Yo Block! Deluxe Edition |
| 2008 | "2 Step (Remix)" (featuring T-Pain, Jim Jones & E-40) | #24               | #4                | #10               | #32               | #19               | #1                | Beat'n Down Yo Block! Deluxe Edition |
| 2008 | "In Yo Face"                                          | -                 | -                 | -                 | -                 | -                 | -                 | 2econd Season                        |
| 2008 | "Show Out"                                            | -                 | #17               | #46               | -                 | -                 | -                 | 2econd Season                        |